# Port Baku Residence
Port Baku residence (рус. Порт Баку резиденс) — высотные жилые здания в Баку.

## Проект
Высотные жилые дома “Port Baku Residence” возведены по соседству с офисными зданиями Port Baku Towers на проспекте Нефтяников в Баку, возле пассажирского морского порта.
Комплекс включает три высотных  здания, расположенных на общем подиуме. 

Проект включает жилые апартаменты, гимнастический зал и оздоровительный комплекс, универсальные залы заседаний, парковку на 2000 автомобилей. 
Объект находится поблизости от деловых кварталов города, объектов культуры и отдыха.

## Интересные факты
- Квартиры объединены с открытыми террасами, расположенными одна над другой, что придает фасаду здания вид ступеней, спускающихся к берегу Каспия
- На крыше торгового подиума разбит жилой двор, обильно озеленённый деревьями и газоном
- По соседству строятся здания проекта "The Crescent Development Project"

## Галерея
- Общий вид на комплекс, слева на право гостиница «Апшерон» (Mariott Baku), Port Baku residence (три здания), Port Baku Towers (самое высокое здание комплекса из стекла)